# 施鶴道
施鶴道（しかく-どう）は中華民国北京政府により設置された湖北省の道。

## 沿革
1921年（民国10年）8月、荊宜道の一部に新設され、道尹は恩施県に置かれた。下部に恩施、宣恩、建始、利川、来鳳、咸豊、鶴峰の7県を管轄した。1927年（民国16年）に廃止されている。

## 行政区画
廃止直前の下部行政区画は下記の通り。（50音順）
- 恩施県
- 鶴峰県
- 咸豊県
- 建始県
- 宣恩県
- 来鳳県
- 利川県